# Akira (escalade)
Pour les articles homonymes, voir Akira.
Akira est une voie d'escalade située près de Vilhonneur en Charente. Ouverte en 1995 par le français Fred Rouhling qui proposa une cotation de 9b. Cette annonce déclencha une polémique à l'époque, du fait que la cotation 9a n'était pas encore établie, et que le degré intermédiaire, 9a+, n'avait pas été proposé. La voie n'est répétée que vingt-cinq ans plus tard, par Seb Bouin et Lucien Martinez qui proposent une cotation de 9a.

## Voie
La voie, qui fait 21 mètres de surplomb, se situe dans une grotte et peut être divisée en deux parties :
- Un toit horizontal qui ne comporte aucun point d'assurage.
- Un dévers très prononcé où l'assurage devient possible.

## Cotation
En 1995, il existe quatre voies cotées 9a : en 1991 Action Directe par Wolfgang Güllich, et en 1993 Bain de Sang par Fred Nicole, Om par Alexander Huber et Hugh, par Rouhling lui-même. Rouhling annonce 9b pour cet enchaînement et déchaîne la chronique. 
Au-delà de la difficulté de la voie, la première partie dangereuse et non assurée explique que peu de grimpeurs n'aient pu ou voulu la tenter. Mais Dani Andrada l'a travaillée ainsi que Jean-Baptiste Tribout mais sans pouvoir l'enchaîner.
Il aura ensuite fallu attendre 25 ans pour que la voie soit répétée : en novembre 2020, Seb Bouin et Lucien Martinez répètent la voie et proposent une cotation de 9a,.